# Вильянуэва, Дарио
Дари́о Вильянуэ́ва Приэ́то (исп. Darío Villanueva Prieto, род. 1950) — испанский литературный теоретик и критик, директор Королевской академии испанского языка в 2014—2018 годах. Профессор филологического факультета университета Сантьяго-де-Компостела, где он является профессором теории литературы и сравнительной литературы.

## Биография
Дарио Вильянуэва родился в Вильяльбе, детство провёл в Луарке (Астурия), где его отец служил судьей, с 1970 года семья Вильянуэва переехала в Ла-Корунью. Окончил университет Сантьяго-де-Компостела и Мадридский автономный университет. Работал секретарём, а затем деканом филологического факультета университета Сантьяго-де-Компостела с 1978 по 1990 годы, с 1994 по 2002 год — ректором этого университета.
Дарио Вильянуэва был приглашённым профессором в Школе испанского языка Миддлбери-колледжа (Вермонт, США) в 1987 году; в 1988 и 1993 годах — в Колорадском университете в Боулдере, и в 1989 и 1991 годах — в университете Бургундии (Дижон). Является членом Фонда Хайме Кесада Бланко, созданного в 2007 году.
Дарио Вильянуэва более сорока лет публиковался в различных СМИ, в частности, в качестве литературного критика в газете El Cultural, а также в El Mundo.
Избран академиком Королевской академии испанского языка в 2007 году, занял кафедру D. Его вступительная речь, прочитанная 8 июня 2008 года, была посвящена теме «Образ Дон Кихота в кино». С декабря 2009 года — секретарь Королевской академии, 11 декабря 2014 года 28 голосами против 5 избран её директором и вступил в должность 8 января 2015 года.
Является членом Международной ассоциации испанистов (исп. Asociación Internacional de Hispanistas), Испанского общества общего и сравнительного литературоведения (исп. Sociedad Española de Literatura General y Comparada), президентом которого является в настоящее время, Испанской ассоциации теории литературы (ASETEL), которую он возглавлял в период с 1996 по 2001 год, Испанского семиотического общества и Испанской ассоциации Америки XX века.
Женат на Марии Эрмитас Пенас Варела (в настоящее время — профессор испанской литературы в университете Сантьяго-де-Компостела). В браке у супругов Вильянуэва двое детей: дочь Беатрис (1978 г.р.), окончила юридический факультет, специалист по международной кооперации в ЕС и сын Хосе Франсиско (1984 г.р.), окончил курс делового администрирования.
Дарио Вильянуэва награждён Золотым знаком Группы университетов Компостела, Национальным орденом Заслуг Эквадора (2001), и медалью Кастелао (2005).

## Публикации
- El Jarama de Sánchez Ferlosio. Su estructura y significado, 1973, Universidad de Santiago de Compostela, 167 páginas. Segunda edición corregida y revisada, Edition Reichenberger/Universidad de Santiago de Compostela, Kassel/Santiago de Compostela, 1994, 252 páginas.
- Estructura y tiempo reducido en la novela, Editorial Bello, Valencia, 1977, 356 páginas. Segunda edición revisada, Editorial Anthropos, Barcelona, 1994, 447 páginas.
- El comentario de textos narrativos: La novela, Ediciones Júcar/Ediciones Aceña, Madrid/Valladolid, 1989, 206 págs.; 2da. ed. rev. Ediciones Júcar, Gijón, 1992, 212 págs.; 3ra. ed. 1995, 212 págs.; reeditado como El comentario del texto narrativo: cuento y novela, Marenostrum, 2006, 190 págs.
- El polen de ideas. Teoría, Crítica, Historia y Literatura comparada, Promociones y Publicaciones Universitarias, Barcelona, 1991, 406 páginas.
- Teorías del realismo literario, Instituto de España/Espasa-Calpe, Madrid, 1992, 231 páginas. Traducción inglesa de Mihai I. Spariosu y Santiago García-Castañón, Theories of Literary Realism, State University of New York Press, Albany, 1997, 190 páginas. Segunda edición española, corregida y aumentada, Biblioteca Nueva, Madrid, 2004, 253 páginas.
- La poética de la lectura en Quevedo, Universidad de Mánchester, 1995, vi + 46 páginas. Segunda edición, corregida y aumentada, Siruela, Madrid, 2007, 141 páginas.
- Retórica de la lectura y la comunicación periodísticas, La Voz de Galicia, La Coruña, 1995, 51 páginas.
- Discurso do Rectorado (1994—2002), Consello Social da Universidade de Santiago de Compostela, 2003, 438 páginas.
- Valle-Inclán, novelista del modernismo, Tirant lo Blanch, Valencia, 2005, 198 páginas.
- Da palabra no tempo. Estudos e ensaios de literatura, Esapiral Maior/Auliga Ensaio, La Coruña, 2007, 319 páginas.
- Imágenes de la ciudad. Poesía y cine, de Whitman a Lorca, Ensayos Literarios de la Cátedra Miguel Delibes, Universidad de Valladolid, 2008, 286 páginas. Segunda edición corregida, 2009.
- El Quijote antes del cinema. Discurso leído el 8 de junio de 2008 en su recepción pública por el Excmo. Sr. D. Darío Villanueva y contestación del Excmo. Sr. D. Pere Gimferrer, Real Academia Española, Madrid, 2008, 181 páginas.
- Las fábulas mentirosas. Lectura, realidad, ficción, Universidad Autónoma de Aguascalientes, 2008, 211 páginas.
- Después de la Galaxia Gutenberg y de la Galaxia McLuhan / After the Gutenberg Galaxy and the McLuhan Galaxy, edición bilingüe con traducción inglesa de Robert Dewey, Society of Spanish and Spanish-American Studies, Filadelfia, 2008, 133 páginas.
- Mario Vargas Llosa: La novela como literatura / Mario Vargas Llosa: The novel as literature, Edición Bilingüe, Bilingual Edition, con traducción inglesa de Hope Doyle D’Ambrosio, Society of Spanish and Spanish-American Studies, Temple University, Filadelfia, / Adler Enterprises LLC, Cincinnati, 2011, 210 páginas.
- Imágenes de la ciudad. Poesía y cine, de Whitman a Lorca (Cátedra), Poesía y cine, de Whitman a Lorca, Ensayos Literarios de la Cátedra Miguel Delibes, Universidad de Valladolid, 2008, 286 páginas.
- El Quijote antes del cinema. Discurso leído el 8 de junio de 2008 en su recepción pública por el Excmo. Sr. D. Darío Villanueva y contestación del Excmo. Sr. D. Pere Gimferrer, Real Academia Española, Madrid, 2008, 181 páginas.
- Las fábulas mentirosas. Lectura, realidad, ficción, Universidad Autónoma de Aguascalientes, 2008, 211 páginas.
- Después de la Galaxia Gutenberg y de la Galaxia McLuhan / After the Gutenberg Galaxy and the McLuhan Galaxy, edición bilingüe con traducción inglesa de Robert Dewey, Society of Spanish and Spanish-American Studies, Philadelphia, 2008, 133 páginas.
- Imágenes de la ciudad: poesía y cine, de Whitman a Lorca, Madrid, Cátedra, 2015, 253 páginas.